# Dżur-Dżur
Dżur-Dżur (ukr. Джур-Джур, krymskotat. Curcur) — największy z krymskich wodospadów, znajdujący się w Górach Krymskich, na uroczysku Chapchał.
Znajduje się w pobliżu wioski Generalskoje, na rzece Wschodni Ułu-Uzeń, na wysokości 472 m n.p.m., ma wysokość około 16 m. Jest jednym z niewielu wodospadów na Krymie funkcjonujących cały rok - większość wysycha w porze suchej. Do wodospadu prowadzi ze wsi leśna droga, a samo leśne uroczysko Chapchał leży w naturalnym amfiteatrze – na północnym wschodzie znajduje się masyw Karabi-Jajla, na północy grzbiet Tyrke, na północnym zachodzie masyw Demerdżi.